# Leptospermonastes leptospermi
Leptospermonastes leptospermi är en insektsart som först beskrevs av Walter Wilson Froggatt 1903.  Leptospermonastes leptospermi ingår i släktet Leptospermonastes och familjen rundbladloppor. Inga underarter finns listade i Catalogue of Life.